# Animal Rebellion
Animal Rebellion je hnutí za klimatickou a ekologickou spravedlnost, jehož cílem je použití nenásilné občanské neposlušnosti k donucení vlády na přechod k rostlinnému stravovacímu systému. Jejich důvodem pro zavedení takového systému je dopad živočišného průmyslu na změnu klimatu, vymírání druhů a rozpad ekosystémů.
Animal Rebellion bylo založeno v Londýně a je spojeno s Extinction Rebellion. Podle webové stránky Animal Rebellion jsou její požadavky stejné jako požadavky Extinction Rebellion, Extinction Rebellion však výslovně netvrdí, že je nutný přechod k rostlinnému stravovacímu systému.